# Theodor Philipp von Pfau

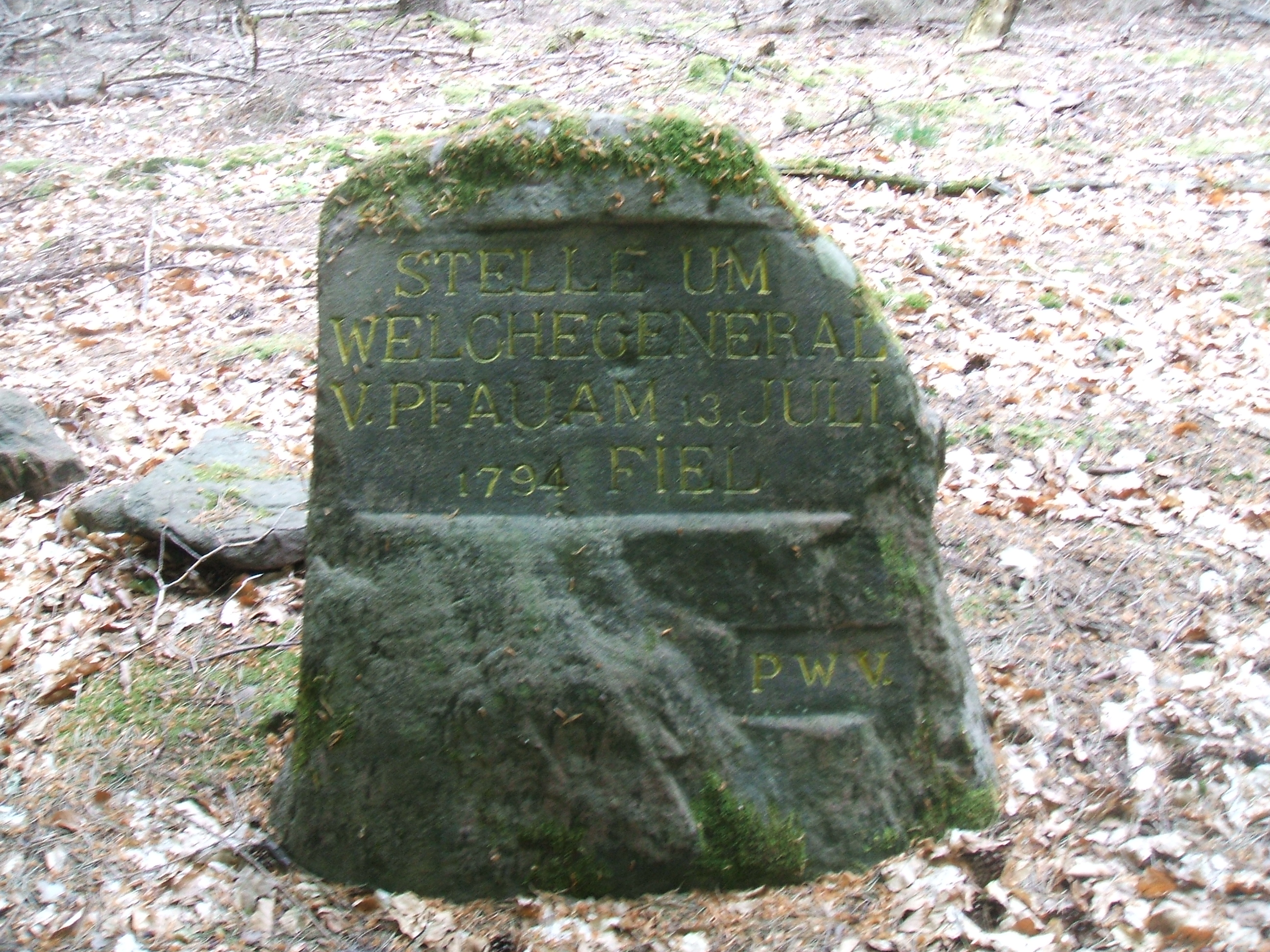
Gedenkstein für Theodor Philipp von Pfau (1727–1794) auf dem Steigerkopf

Theodor Philipp von Pfau (* 1727 in Frankfurt am Main; † 13. Juli 1794 am Steigerkopf) war ein preußischer Generalmajor, Chef des Infanterieregiments Nr. 33 und Gouverneur von Glatz.

## Leben

### Herkunft
Seine Eltern waren der Legationsrat in Regensburg Albert Heinrich von Pfau und dessen Ehefrau Agnes Philippine, geborene Tilemann.

### Militärkarriere
Pfau ging 1742 in preußische Dienste und wurde als Gefreitenkorporal im Infanterieregiment „von Kleist“ Nr. 12 angestellt. Im Zweiten Schlesischen Krieg nahm er an der Belagerung von Prag teil und wurde in der Schlacht bei Kesselsdorf verwundet. 1745 wurde er Fähnrich und war 1746 auf Werbung im Reich. Im Jahr 1754 wurde er Sekondeleutnant und 1757 Premierleutnant dazu Generaladjutant bei Generalleutnant von Finck. Während des Siebenjährigen Krieges kämpfte er bei Prag, Kolin und Zorndorf. Bei der Kapitulation der Preußen im Gefecht von Maxen ging er in österreichische Gefangenschaft. 1760 wurde er Stabskapitän und 1761 aus der Gefangenschaft ausgetauscht. 1762 wurde er Kapitän sowie Kompaniechef und 1763 Quartiertmeisterleutnant im Gefolge Königs Friedrich II. Dennoch dauerte es bis zum 13. September 1770, bis er zum Major befördert wurde. Vom 27. Januar bis zum 12. November 1769 war er noch Freiwilliger in der Russischen Armee im Türkenkrieg von 1768/74.
Mit dem Ausbruch des Bayrischen Erbfolgekriegs wurde er zum Generalquartiermeister in der Armee des Prinzen Heinrich ernannt, 1779 wurde er zudem Flügeladjutant der Infanterie. Am 27. Mai 1781 wurde er Oberstleutnant und am 9. Juni 1782 Oberst. Unter König Friedrich Wilhelm II. wurde er 1787 Karl Wilhelm Ferdinand von Braunschweig als Adjutant zugeteilt. Mit ihm wurde er nach Holland abkommandiert. Er schrieb eine Abhandlung über den Feldzug mit dem Titel „Geschichte des preußischen Feldzuges in der Provinz Holland im Jahr 1787“. Das Werk wurde danach in verschiedene Sprachen übersetzt. Am 20. Mai 1789 wurde er zum Generalmajor ernannt.
Im gleichen Jahr erhielt er den Pour le Mérite. 1792 wurde er Verbindungsoffizier zur österreichischen Armee im Breisgau. 1793 erhielt er den Roten Adlerorden und im Jahr 1794 wurde er Chef des Infanterieregiments Nr. 33 und Gouverneur von Glatz.
Während des Ersten Koalitionskrieges gegen Frankreich nahm er mit dem Korps Hohenlohe am Rheinfeldzug teil. Am 12. Juli 1794 befand er sich bei den preußischen Truppen – acht Bataillone mit 4500 Mann mit acht Geschützen – am Berg Steigerkopf (auch: Schänzel genannt) südwestlich von Neustadt an der Hardt. Diese strategisch wichtige Position in der Haardt wurde von 7000 Franzosen angegriffen. Am 13. Juli wurde er tödlich getroffen und auch der Kampf ging für die Preußen verloren.
Nach dem Krieg wurde dort 1796 von seinem Freund, dem österreichischen Feldmarschall Dagobert Sigmund von Wurmser, ein Denkmal errichtet, welches heute als Ritterstein Nr. 68 vom Pfälzerwald-Verein gepflegt wird.

### Familie
Pfau war seit 1772 mit Leopoldine Marianne von Reinhardt (* 22. August 1748; † 23. Dezember 1815 in Berlin) verheiratet. Sie war die Tochter des Geheimen Finanzrates Karl Franz von Reinhardt (1687–1765), nach dem der Reinhardtplatz in Berlin benannt ist.

## Werke
Pfau schrieb noch ein weiteres Werk, welches aber nicht die Verbreitung seiner Beschreibung des Holland-Feldzuges hatte; aus dem Jahr 1757: „Der geschickte Angriff und die glückliche Abhaltung des Feindes bei Belagerungen.“
Zudem gab er 1772 eine Karte von Polen heraus und 1775 eine von Schlesien. Die Bibliothek des Großen Generalstabes zu Berlin besaß eine Handschrift Pfaus über „Manövres, welche von den kaiserlich österreichischen Truppen unweit Prag gemacht worden, 1777.“